# Osiriaca
Osiriaca é um gênero de mariposa pertencente à família Crambidae.